# South Paris
South Paris est un lieu désigné par le recensement situé dans la ville de Paris dans le comté d'Oxford, dans l'État du Maine, aux États-Unis. 

## Population
La population était de 2237 au recensement de 2000. Alors que le CDP se réfère uniquement à la zone densément peuplé dans la partie sud de la ville de Paris, la ville entière se trouve dans le code postal de South Paris, résultant que de nombreux résidents se référant à l'ensemble de la ville comme South Paris.

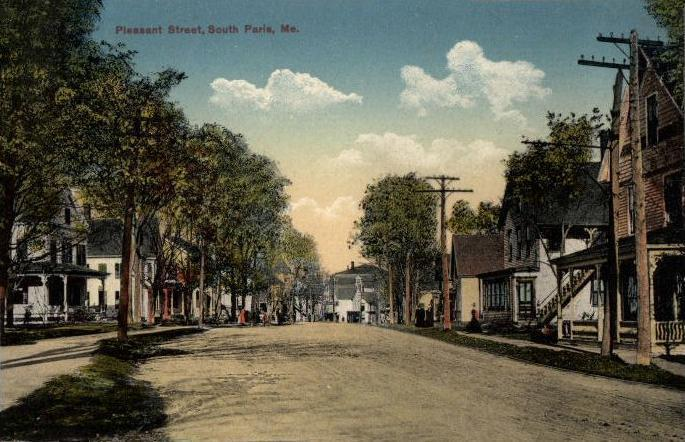
La rue Pleasant en 1913
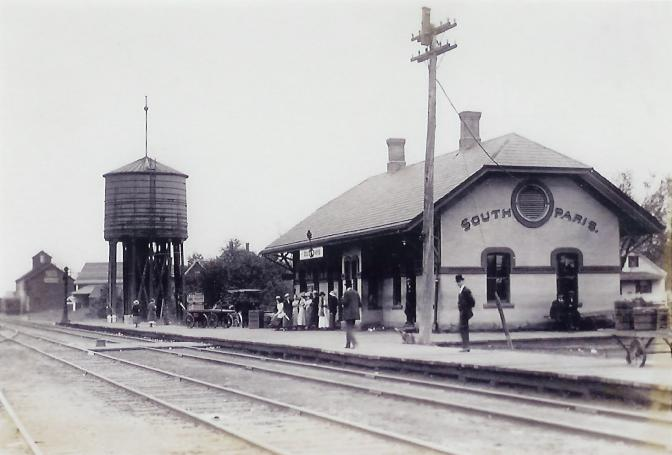
Station de chemin de fer en 1915
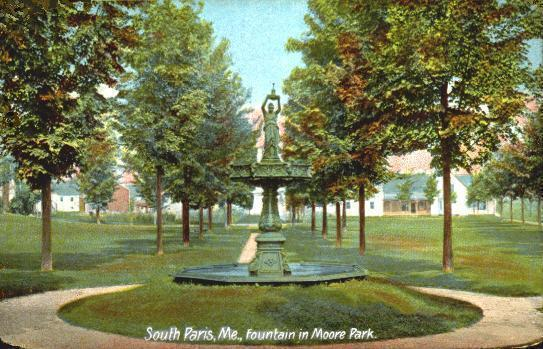
Le Parc Moore en 1909

## Sites d'intérêt
- Celebration Barn Theater
- Paris Cape Historical Society